# 남성고등학교
남성고등학교(南星高等學校)는 대한민국 전북특별자치도 익산시 신동에 있는 사립 고등학교이다.

## 학교 연혁
- 1946년 3월 5일 : 재단법인 화성학원 설립인가
- 1946년 3월 7일 : 초대 교장 윤제술 선생 취임
- 1951년 7월 26일 : 남성중ㆍ고 제1회 졸업식
- 1951년 8월 27일 : 중ㆍ고등학교 분리
- 1953년 4월 16일 : 남성고등학교를 분리하여 신교사로 이전
- 1958년 3월 15일 : 남성고 본관 준공
- 1963년 1월 8일 : 남성고 배구부 창설
- 1978년 6월 1일 : 소라단 남성고 신축 교사 기공식
- 1980년 2월 21일 : 남성고 소라단 통합캠퍼스로 이전
- 1984년 7월 15일 : 남성고 도서관 경춘당, 유성당 기공식
- 1989년 11월 25일 : 남성학원 제5대 손태희 이사장 취임
- 1990년 1월 29일 : 학교법인 명칭을 '화성학원'에서 '남성학원'으로 개명
- 1993년 5월 1일 : 남성고 기숙사 일성당 준공식
- 1998년 10월 13일 : 남성고 과학관 준공식
- 2000년 6월 9일 : 남성 유도교육장 준공
- 2003년 9월 4일 : 남성고 도서관 준공
- 2003년 12월 31일 : 남성고 복지관 준공
- 2010년 6월 7일 : 자율형사립고 지정 인가
- 2023년 1월 18일 : 제73회 졸업 271명 졸업(29,681명)
- 2023년 3월 1일 : 제18대 교장 김은철 선생 취임

## 참고 자료
- 남성고등학교 - 한국교육학술정보원 학교알리미